# Apochthonius occidentalis
Apochthonius occidentalis är en spindeldjursart som beskrevs av Chamberlin 1929. Apochthonius occidentalis ingår i släktet Apochthonius och familjen käkklokrypare. Inga underarter finns listade i Catalogue of Life.